# Groupe Bel
Grupo Bel (También conocido como Groupe Bel o Fromageries Bel en francés) es una comercializadora multinacional de queso ubicado en Francia.

## Visión general
Grupo Bel tiene su sede en 2 allée de Longchamp en Suresnes (París). Fabrica y distribuye quesos procesados y semi procesados, frecuentemente empacados en porciones individuales. La empresa "Établissements Jules Bel" fue fundada en 1865 en Orgelet en el Departamento del Jura . La vaca que ríe, Babybel, Kiri, Leerdammer y Boursin son las cinco marcas principales de Bel que se distribuyen en los cinco continentes. 
A partir de 2015, el Grupo Bel está establecido en treinta y tres países, y sus productos se venden en 130 países. [cita requerida]

## Historia
La empresa fue fundada en 1865 bajo el nombre de Établissements Jules Bel en Orgelet, por Jules Bel.
Hacia 1921, su hijo Léon Bel registró la marca La vaca que ríe. Ocho años después, en 1929, creó su primera filial en el Reino Unido. Para 1933, se estableció otra filial en Bélgica. En 1947, se lanzó la marca Bonbel. Tres años después, en 1950, la compañía adquirió Port Salut, que había sido fundada en 1816. En 1952, lanzó Babybel. Una nueva filial se estableció en Alemania en 1959. 
Seis años después, en 1965, se estableció otra filial en España; luego se conocería como Bel España. La marca Kiri se lanzó en 1966. Mientras tanto, un año después, en 1967, se estableció otra filial en los Países Bajos; más tarde se conocería como Bel Nederland (Bel Países Bajos). Al año siguiente, en 1968, Les Fromageries Picon se fusionó con la compañía. 
Para 1970, se estableció una nueva subsidiaria en los Estados Unidos. Dos años después, en 1972, adquirió Samos y lanzó Sylphide. Al año siguiente, en 1973, adquirió Crowson en el Reino Unido, para luego ser conocido como Bel UK. Ese mismo año, también estableció una filial en Suiza, más tarde conocida como Bel Suisse (Bel Suiza). Un año después, en 1974, estableció una filial en Marruecos, más tarde conocida como SIALIM. 
En 1976, adquirió la Société anonyme des fermiers réunis (SAFR) y sus filiales. En 1977, adquirió una empresa italiana, más tarde conocida como Bel Cademartori. También lanzó Mini Babybel . Un año más tarde, en 1978, adquirió otra compañía en Suecia, más tarde conocida como Bel Sverige (Bel Suecia). En 1989, adquirió la compañía Adler en Alemania, más tarde conocida como Bel Adler (Edelcreme). 
Luego lanzó el Mini Bonbel en 1990. Un año después, en 1991, adquirió la empresa Maredsous en Bélgica. Tres años después, en 1994, adquirió la compañía Cademartori en Italia, que más tarde se conocería como Bel Cademartori en 2001. También adquirió la empresa Queserías Ibéricas en España. En 1996, adquirió la compañía Lacto Ibérica en Portugal (Limiano, Terra Nostra) y la compañía Kaukauna en los Estados Unidos, más tarde conocida como Bel Kaukauna. 
En 1998, estableció una filial en Egipto (Bel Egipto) y adquirió la Industria de Alimentos del Medio Oriente, más tarde conocida como la Compañía de Alimentos de Bel Egipto. También adquirió Kraft Chorzele en Polonia, más tarde conocido como Bel Polska (Bel Polonia). Además, lanzó Mini Babybel en Maasdam. En 2000, adquirió la compañía Zeletavska Syrarna en la República Checa (Zeletava, Apetitto) y la compañía Zempmilk en Eslovaquia (Karicka). Al año siguiente, en 2001, estableció una filial en Argelia, conocida como Bel Argelia. 
Un año después, en 2002, adquirió los activos de Merkts y Owl's Nest a través de su filial con sede en Estados Unidos, Bel Kaukauna. 
También adquirió Syrokrem en Eslovaquia y estableció filiales en Grecia (Bel Hellas Cheese Company) y en Túnez (Bel Túnez). Además, finalizó la producción de queso blando por el SAFR. También adquirió el Grupo holandés Leerdammer y sus filiales europeas con sede en Alemania, Francia, Italia, el Reino Unido, Bélgica y la República Checa. También adquirió Fromagerie Boursin de Unilever. 
En 2003, finalizó las actividades de Manchego a través de su filial Queserías Ibéricas. Dos años después, en 2005, puso fin a las actividades realizadas bajo la marca Cademartori. Mientras tanto, estableció una filial en Siria, conocida como Bel Siria. Para 2009, cambió su logotipo. En 2015, adquirió el 70 % de Safilait, una empresa de quesos en Marruecos.

## Marcas del Grupo Bel
- Adler-Edelcrème
- Apéricube (PartyCubes, Belcube, Cheese&Fun) (1960)
- Babybel (1952, full size; 1977, mini)
- Bonbel (1947)
- Boursin (2007)
- Cantadou
- Cousteron
- Karička
- Karper (2006)
- Kaukauna
- Kiri (1966)
- Leerdammer (2002)
- Limiano
- Maredsous
- Merkts
- Nurishh vegan
- Picon
- Port Salut
- Price's
- Régal Picon
- Smetanito / Želatava
- Sylphide
- Syrokrém
- Terra Nostra
- Toastinette
- The Laughing Cow (1921)
- Le Véritable Port Salut (1950)
- Wispride

## Fundación corporativa de Bel
La Fundación Corporativa de Bel fue creada en mayo de 2008 por el grupo Bel y su accionista de referencia, Unibel. La Fundación Bel fue creada para promover una dieta equilibrada y preservar el medio ambiente, en la medida en que sea necesaria para una dieta saludable. En lugar de apoyar grandes iniciativas, la Fundación apoya una serie de proyectos en todo el mundo. 

## Lab'Bel

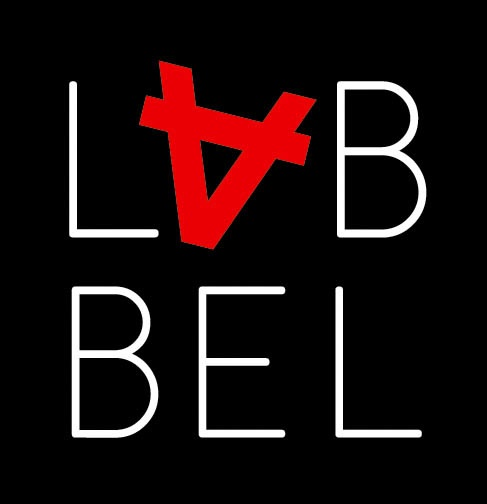
Logotipo de Lab'Bel

Lab'Bel es el laboratorio de arte de Bel, inaugurado en la primavera de 2010 y patrocinado por el Grupo y su principal accionista, Unibel. Encabezando Lab'Bel esta el artista Laurent Fiévet, miembro de la familia Bel, y Silvia Guerra, crítica de arte y comisaria de exposiciones. 
Desde su fundación, Bel ha apoyado a artistas como los ilustradores Benjamin Rabier, quien diseñó La vaca que ríe, Francisque Poulbot, conocido por sus dibujos icónicos de niños parisinos, y el célebre animador Paul Grimault . Bel patrocina un museo dedicado a su legendaria vaca, La Maison de La vache qui rit (Museo de La vaca que ríe), en Lons-le-Saunier, que también alberga eventos especiales organizados por Lab'Bel. 